# Lotte Flack
Lotte Flack (Amburgo, 14 gennaio 1994) è un'attrice tedesca.

## Biografia
È figlia di madre inglese di origine londinese e del comico tedesco Eckart Breitschuh, per cui possiede doppia nazionalità, sia tedesca che britannica.
Nel film del 2009, La Papessa diretto da Sönke Wortmann, ha interpretato il ruolo della protagonista da bambina, a causa della sua somiglianza con l'attrice che interpreta il ruolo da adulto, Johanna Wokalek.

## Filmografia

### Cinema
- La papessa (Die Päpstin) regia di Sönke Wortmann (2009)
- Mitläufer, regia di Britta Potthoff - cortometraggio (2011)

### Televisione
- Der Tote am Strand, regia di Martin Enlen – film TV (2006)
- Der Mann im Heuhaufen, regia di Dagmar Damek – film TV (2007)
- Mütter Väter Kinder, regia di Stephan Wagner – film TV (2007)
- Hamburg Distretto 21 (Notruf Hafenkante) – serie TV, episodio 2x08 (2007)
- Grani di pepe (Die Pfefferkörner) – serie TV, episodio 6x08 (2009)
- La bella addormentata (Dornröschen), regia di Oliver Dieckmann – film TV (2009)
- Auch Lügen will gelernt sein, regia di Michael Wenning – film TV (2010)
- Der Mauerschütze, regia di Jan Ruzicka – film TV (2010)
- Bella Vita, regia di Thomas Berger – film TV (2010)
- Tatort – serie TV, episodi 1x834-1x835 (2012)
- Bella Australia, regia di Vivian Naefe – film TV (2012)
- Polizeiruf 110 – serie TV, episodio 41x08 (2012)
- Bella Dilemma - Drei sind einer zu viel, regia di Oliver Schmitz – film TV (2013)
- Stiller Abschied, regia di Florian Baxmeyer – film TV (2013)
- L'isola di Katharina (Reiff für die Insel) – serie TV, episodi 1x01-1x02-1x05 (2012-2015)